# Нина (фильм, 1971)
«Нина» — советский фильм 1971 года режиссёра Алексея Швачко, военная драма, основанная на реальной истории подпольщицы Нины Сосниной, посмертно удостоенной звания Героя Советского Союза. Фильм посмотрели 21 600 000 зрителей — 30 место в кинопрокате 1971 года.

## Сюжет
1943 год. Великая Отечественная война. На оккупированной Украине фашисты свирепо подавляют любые очаги неповиновения населения.
В местечке Малин Житомирской области каратели расстреливают подпольщиков. Но на смену расстрелянным приходят вчерашние школьники — комсомолка Нина Соснина и её друзья создают свою подпольную группу, расклеивают листовки, ведут агитационную и подрывную работу.
Нина налаживает связь с партизанами, входит в группу Павла Тараскина, помогает своему отцу, хирургу Соснину, оперировать и лечить раненых партизан и подпольщиков. Вскоре группа проводит уже настоящие боевые операции, и теперь фашисты ведут на них настоящую охоту, думая, что против них действует отряд диверсантов. Предатель указывает немцам на дом Сосниных, отец и дочь погибают не желая сдаваться.

## В ролях
- Ирина Завадская — Нина Соснина
- Валерий Зубарев — Валентин Соснин, брат Нины Сосниной
- Валентина Старжинская — Лариса Ивановна
- Иван Дмитриев — Иван Иванович Соснин
- Елена Фещенко — Маша
- Светлана Кондратова — Оксана
- Валентин Костюченков — Костя
- Виктор Панченко — Ольховский
- Александр Дудого — Коржик
- Анатолий Юрченко — Марченко
- Владимир Оберенко — Петер
- Иван Березовский — Милош
- Екатерина Крупенникова — Анна Федоровна
- Олег Михайлов — Редель
- Леонид Бакштаев — Шульц, офицер СС
- Владимир Волков — Репкин
- Валерий Поэта — Володя Харчевский, подпольщик
- Борис Александров — предатель
- Витольд Янпавлис — врач
- Иван Симоненко — Фёдор, партизан
- Александр Стародуб — Мефодий Гаврилович, командир партизан
- Анатолий Соколовский — Павел Тараскин, глава подпольной группы
- Николай Козленко — словацкий капитан
- Василий Фущич — словацкий офицер
- Александр Толстых — повар в словацком гарнизоне
- Валентин Черняк — немецкий офицер
- Валентин Кобас — немецкий солдат в комендатуре
- Дмитрий Миргородский — немецкий солдат
- Валентин Грудинин — полицай
- Степан Жаворонок — полицай

Комментарий к фильму — писатель Сергей Смирнов.